# Хорст Зеехофер
Хорст Лоренц Зеехофер (на немски: Horst Lorenz Seehofer, роден 4 юли 1949, Инголщат) е германски политик и държавник. Председател на ХСС и министър-председател на провинция Бавария от октомври 2008 г.

## Биография
Хорст Зеехофер е министър на здравеопазването и социалната политика през 1992—1998 г. в правителството на Хелмут Кол и министър на продоволствията, селското стопанство и защита на потребителите през 2005—2008 г. в кабинета на Ангела Меркел.
Председател е на ХСС от 2008 г. Оглавява партията след неудачните избори в парламента на Бавария. Министър-председател на Бавария от 2008 г.  След като ХСС от дълги години не е сформирала еднопартийно правителство, за пръв път кабинетът на Зеехофер го образува благодарение на коалиция с СвДП.
За една година (от 1 ноември 2011 до 31 октомври 2012 г.) е председател на горната камара на германския парламент – Бундесрата. Като такъв за около месец (от 17 февруари до 18 март 2012 г.) временно изпълнява функциите на президент на Германия.

## Официален сайт
- ((de)) Официален сайт Архив на оригинала от 2019-06-12 в Wayback Machine.